# Болховский уезд

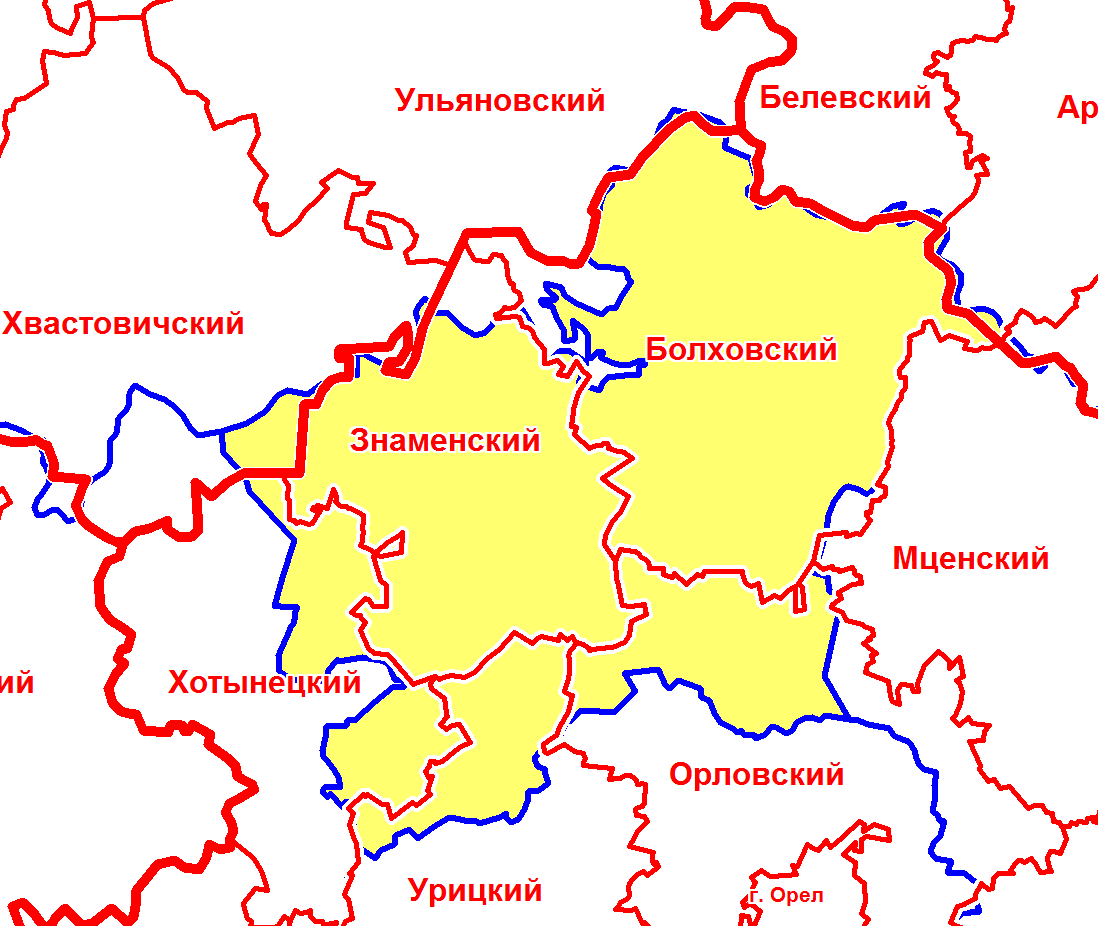
Болховский уезд в современной сетке районов

Бо́лховский уе́зд — административно-территориальная единица в составе Орловской губернии, существовавшая в 1778—1928 годах. Уездный город — Болхов.

## География
Уезд располагался на севере Орловской губернии, граничил с Калужской и Тульской губерниями. Площадь уезда составляла в 1897 году 2 280,6 верст² (2 595 км²), в 1926 году - 2 652 км².
Болховский уезд располагался к Северу от города Орла, занимая среднюю часть губернии по широте. Самая южная часть уезда у полустанка Шахова касается 53° широты, а на севере незначительная часть заходит за шируту 53° 30' (до 53° 40'). С запада на восток он простирался от 5° до 6° в. д. (от Пулкова). Границы уезда очерчиваются следующим образом: на севере составляет губернскую границу — с Калужской губурнией (на северо-западе) и с Тульской губернией на северо-востоке. Перелом составляет Калужская дорога, лежащая к западу от Оки. С запада граничит Карачевский уезд, с В. — Мценский, с Юга — Орловский. Площадь уезда равна 2652 квадратных вёрст. (2595 кв. км).
Небольшой участок уезда на северо-востоке примыкает к левому берегу реки Ока, к бассейну которой относится весь уезд, так как вдоль прорезается рекой Нугрём. Нугрём, в свою очередь, впадает в Оку в пределах самого уезда. Кроме того, уезд касается на западной границе реки Вытебети, которая верхним течением до 53° 30' принадлежит Б. у. Течение реки Нугря составляет 75 вёрст, Вытебети в границах Болховского уезда 47 вёрст. Площадь уезда составляет возвышенность весьма неровную как в отношении холмов, так и по изрезанности многочисленными оврагами, ручьями и речками (Злынь, Орлица, Орлик, Моховица, Рог, Мошок, Цкань, Рыдань, Кутьма).
Возвышение средней площади уезда над морем колеблется в числах 820' — 840'. Северная половина Болховсого уезда вообще возвышеннее южной. Здесь на границе Козельского уезда высота 897'; у гор. Б. 850'-909', близ села Узкого 874'; к В. и Ю. В. от гор. Б. — 850' (120—125 саж.). Преобладают высоты в 110—115 саж. Долина Вытебети от 80 до 70 с. В южной половине от Хотынца (120 с.) тянется к востоку возвышенный водораздел в 115—117 с (на Парамоново и Густоварь), но высота в 126—130 с уже не встречается. Уровень р. Оки при впад. Нугря 56 саж. (по данным Тилло — 65 саж.). Разность высот достигает иногда 65 саж., и поэтому встречаются чрезвычайно глубокие овраги. Леса расположены к С. З. от р. Нугря; также значительное количество их по р. Вытебети. Всего пахотной земли — 163 тыс. дес., леса — 15000 дес.

## История
Уезд образован в 1778 году в составе Орловского наместничества (с 1796 года — Орловской губернии)
В 1928 году уезд упразднён, его территория вошла в состав Болховского района Орловского округа Центрально-Чернозёмной области.

## Население
По данным переписи 1897 года в уезде проживало 137 649 чел. В том числе русские — 99,9 %. В уездном городе Болхове проживало 21 446 чел.
По итогам всесоюзной переписи населения 1926 года население уезда составило 163 846 человек, из них городское (г. Болхов) — 17 535 человек.

## Административное деление
В XVII веке Болховский уезд разделялся на 3 стана — Ноугорский, Однолуцкий и Годыревский.
В 1890 году в состав уезда входило 24 волости:
| № п/п | Волость       | Волостное правление | Число селений | Население |
| ----- | ------------- | ------------------- | ------------- | --------- |
| 1     | Алешинская    | с. Алешня           | 21            | 5555      |
| 2     | Бунинская     | с. Бунино           | 17            | 5360      |
| 3     | Голдаевская   | с. Голдаево         | 25            | 6558      |
| 4     | Зарецкая      | сл. Зарецкая        | 20            | 7387      |
| 5     | Злынская      | с. Злынь            | 25            | 5816      |
| 6     | Знаменская    | с. Знаменское       | 16            | 5688      |
| 7     | Ильинская     | с. Ильинское        | 6             | 3759      |
| 8     | Красниковская | с. Красниково       | 15            | 4933      |
| 9     | Кривцевская   | с-цо Кривцово       | 20            | 5315      |
| 10    | Локонская     | с. Локно            | 24            | 6094      |
| 11    | Лучанская     | д. Лучки            | 31            | 6123      |
| 12    | Маховицкая    | с. Моховица         | 15            | 4499      |
| 13    | Мымринская    | с. Мымрино          | 21            | 6445      |
| 14    | Однолуцкая    | с. Однолуки         | 28            | 6315      |
| 15    | Паленская     | с. Пально           | 22            | 4773      |
| 16    | Паюсовская    | с. Паюсово          | 25            | 6135      |
| 17    | Репнинская    | с. Репнино          | 25            | 4484      |
| 18    | Рябинская     | с. Воздвиженское    | 24            | 5620      |
| 19    | Селиховская   | с. Селихово         | 16            | 5663      |
| 20    | Узкинская     | с. Узкое            | 18            | 5704      |

В 1913 году в уезде также было 20 волостей.

## Экономика
Главное занятие жителей земледелие; пахотной земли 163 тыс. дес. Жители сев.-запад. лесистой части у. (полешухи и полешки) уходят на заработки южнее. Крестьянской надел. земли — 111287 д.; крест. купленной земли — 14467 д.; всего крест. земли — 125754 дес. Сверх того арендной зем. 29673 дес. Сельских жителей в у. 98000 чел.; лошадей в уезде — 24460; рогат. скота — 26200; коз и овец — 103450, свиней 35000. Пчеловодство развито. Конские заводы, — отчасти рысистые, отчасти рабочие породы: известен завод Н. П. Зиновьева с производителями кледесдальской пор. и битюж. матк. (харьк. выс.), Арбузова — 100 маток, Шеншина — 90 маток, Владимирова и Гр. Татищева. Овчинных заводов 38; мельниц вод. — 2, ветр. — 232, толчей — 12; крупорушек — 32; маслобоен — 300, сыроварня, раб. до 750 пуд.; кузниц 37; трактир. 7, постоял. двор. 15; винн. лав. — 15. Из ремесел преобладают сапожное (400 чел.) и кузнечное (100 чел.); трепачей пеньки — 700; портных — 110; кирпичн. мастеров — 60. Православных церквей — 25. Сюда прин. Оптинский-Болховской Троицкий мужской монастырь в 1 ½ версте от гор. Болхова.